# Галайба, Владимир Алексеевич
Владимир Алексеевич Галайба (27 июля 1960, Азов, Ростовская область) — советский футболист, выступавший на позиции полузащитника. В советской высшей лиге сыграл 137 матчей и забил 6 голов. Финалист Кубка СССР 1982 года. Мастер спорта СССР (1978).

## Биография

### Клубная карьера
Начинал играть в футбол в родном Азове, в дальнейшем занимался в ростовском спортинтернате. Воспитанник тренера Павла Петровича Котельникова. На взрослом уровне дебютировал в составе «Ростсельмаша» в 17-летнем возрасте во второй лиге.
В 1978 году перешёл в московское «Торпедо», но в первые полтора сезона выступал только за дубль. В основе автозаводцев дебютировал 5 октября 1979 года в выездном матче высшей лиги против минского «Динамо», выйдя на замену на 68-й минуте вместо Виктора Круглова. В стартовом составе клуба впервые вышел спустя год, 17 ноября 1980 года в матче против одесского «Черноморца». Первый гол на высшем уровне забил 7 апреля 1981 года в ворота бакинского «Нефтчи». В 1982 году вместе с командой стал финалистом Кубка СССР.
В 1985 году перешёл в ростовский СКА, также выступавший в высшей лиге, однако по итогам сезона клуб вылетел в первую лигу. Сезон-1986 провёл в составе армейцев в первой лиге. В 1987 году вернулся в «Торпедо», но не смог закрепиться в основном составе и в дальнейшем выступал за клубы низших дивизионов.
Всего за «Торпедо» сыграл в высшей лиге 105 матчей и забил 3 гола, за ростовский СКА в высшей лиге провёл 32 матча и забил 3 гола.
В 1989 году уехал в Швецию, где в течение 10 лет выступал за клуб «Лулео». В первом дивизионе Швеции сыграл 145 матчей и забил 25 голов, также провёл несколько сезонов в низших дивизионах. В конце карьеры играл за любительский клуб «Хеденс». После окончания карьеры живёт в Швеции.

### Карьера в сборной
В 1978 году выступал за юношескую сборную СССР, стал чемпионом Европы среди юниоров, в том числе забил гол в финальном матче против Югославии (3:0).
В 1982 году сыграл два матча за молодёжную сборную СССР, оба в полуфинале чемпионата Европы среди молодёжных команд против сборной ФРГ (3:4 и 0:5).